# Joachim Remak
Hermann Joachim Remak, Joe, (geboren 4. Dezember 1920 in Berlin; gestorben 16. Juni 2001 in Santa Barbara) war ein US-amerikanischer Historiker.    

## Leben
Joachim Remak war ein Sohn des Kaufmanns Heinrich Remak und der Gertrud Kronthal, beide aus Posen. Er hatte drei Brüder.
Remaks Familie emigrierte 1939 aus dem nationalsozialistischen Deutschland in die USA. Er studierte Geschichte an der University of California, Berkeley und machte 1942 einen B.A. und 1946 einen M.A. Er arbeitete für das State Department bei den Besatzungsbehörden in Deutschland und war im  United Kingdom eingesetzt. Remak heiratete 1948 Roberta Mattingly, sie haben zwei Kinder.
Nach seiner Rückkehr in die USA wurde er 1955 an der Stanford University promoviert, wo er anschließend drei Jahre als Instructor arbeitete. Von 1958 an war er Dozent am Lewis and Clark College in Portland. Seit 1965 lehrte Joe Remak an der University of California, Santa Barbara. 1966 erhielt er eine Guggenheim Fellowship, 1967 wurde er als Professor berufen und 1984 emeritiert. 1969 erhielt sein Aufsatz The Healthy Invalid: How Doomed the Habsburg Empire? den Higby-Preis der American Historical Association für den besten Artikel der letzten zwei Jahre im JHM. 
Remak forschte zur neueren deutschen Geschichte und zum Ersten Weltkrieg. Seine  Veröffentlichung über das Attentat von Sarajevo 1914 galt noch 2014 als Standardwerk.

## Schriften (Auswahl)
- England, Germany, and Portugal’s Empire: A Chapter in Diplomatic History, 1912–1914. M.A. in History. University of California, Berkeley 1946
- Germany and the United States, 1933–1939. Ph. D. Stanford University 1954
- Hitlers Amerikapolitik, in: Aussenpolitik Zeitschrift für internationale Fragen, 6 (1955), S. 706–714
- Sarajevo. The Story of a Political Murder. London: Criterion, 1959
- The Gentle Critic: Theodor Fontane and German Politics, 1848–1898. Syracuse: Syracuse University Press, 1964
- The Nazi Years: A Documentary History. New York: Simon & Schuster, Inc., 1969
- The Healthy Invalid: How Doomed the Habsburg Empire?, in: The Journal of Modern History,  41 (1969): S. 127–143.
- 1914—The Third Balkan War: Origins Reconsidered, in: The Journal of Modern History,  43 (1971): S. 353–366.
- The Origins of World War I, 1871–1914. Textbook. New York: Holt, Rinehart, and Wilson, 1967
- (Hrsg.): The Nazi Years: A Documentary History. New York: Simon and Schuster, 1969
- The First World War: Causes, Conduct, Consequences. Textbook. New York: Wiley, 1971
- The Origins of the Second World War. Textbook.  Englewood Cliffs, N.J.: Prentice-Hall, 1976
- (Hrsg.): War, Revolution, and Peace. Essays in Honor of Charles B. Burdick. Lanham: University Press of America, 1987, ISBN 0-8191-6342-2.
- mit Jack Dukes (Hrsg.): Another Germany: A Reconsideration of the Imperial Era. Boulder: Westview Press, 1988
- A Very Civil War: The Swiss Sonderbund War of 1847. Boulder: Westview Press, 1993
  - Bruderzwist, nicht Brudermord. Der Schweizer Sonderbundskrieg von 1847. Übersetzung  Irmhild und Otto Brandstädter unter Mitwirkung des Verfassers. Zürich: Orell Füssli, 1997 ISBN 3-280-02801-9